# آن ایرانی
آن ایرانی (فرانسوی: Le Persan‎) داستانی از الکساندر ایلیچفسکی است که در سال ۲۰۰۹ توسط گالیمار  منتشر شده‌است. ماجرای این داستان آذربایجان دوران شوروی اتفاق می‌افتاد.